# The Finest Hour
The Finest Hour (phl: Desert Storm: The Final Battle) é um filme dramático de guerra estadunidense de 1992, estrelado por Rob Lowe e Gale Hansen e dirigido por Shimon Dotan.

## Sinopse
Mazzoli e Hammer se tornam melhores amigos durante um intenso treinamento para se tornarem marinheiros. Mas depois que uma mulher entra na vida dos dois, os dois passam a entrar em conflito.

## Elenco
- Rob Lowe.... Lawrence Hammer
- Gale Hansen.... Dean Mazzoli
- Tracy Griffith.... Barbara
- Eb Lottimer.... Bosco
- Baruch Dror.... Greenspan
- Daniel Dieker.... Albie
- Michael Fountain.... Carter
- Evyatar Lazar.... Moonjean

## Lançamento
O filme não foi lançado em DVD até hoje, apesar de possuir bons atores no elenco e ter feito relativo sucesso quando lançado no início dos anos 90. Apesar de ter sido comercializado como VHS, é difícil encontrá-lo atualmente.
The Finest Hour foi lançado diretamente em mídia doméstica nos Estados Unidos em fevereiro de 1992. Nas Filipinas, o filme foi lançado nos cinemas como Desert Storm: The Final Battle em março de 1992.